# Zuckerhütl
Das Zuckerhütl ist mit 3507 m ü. A. der höchste Berg in den Stubaier Alpen, Tirol. Er liegt zur Gänze in Nordtirol in Grenznähe zu Südtirol.

## Lage

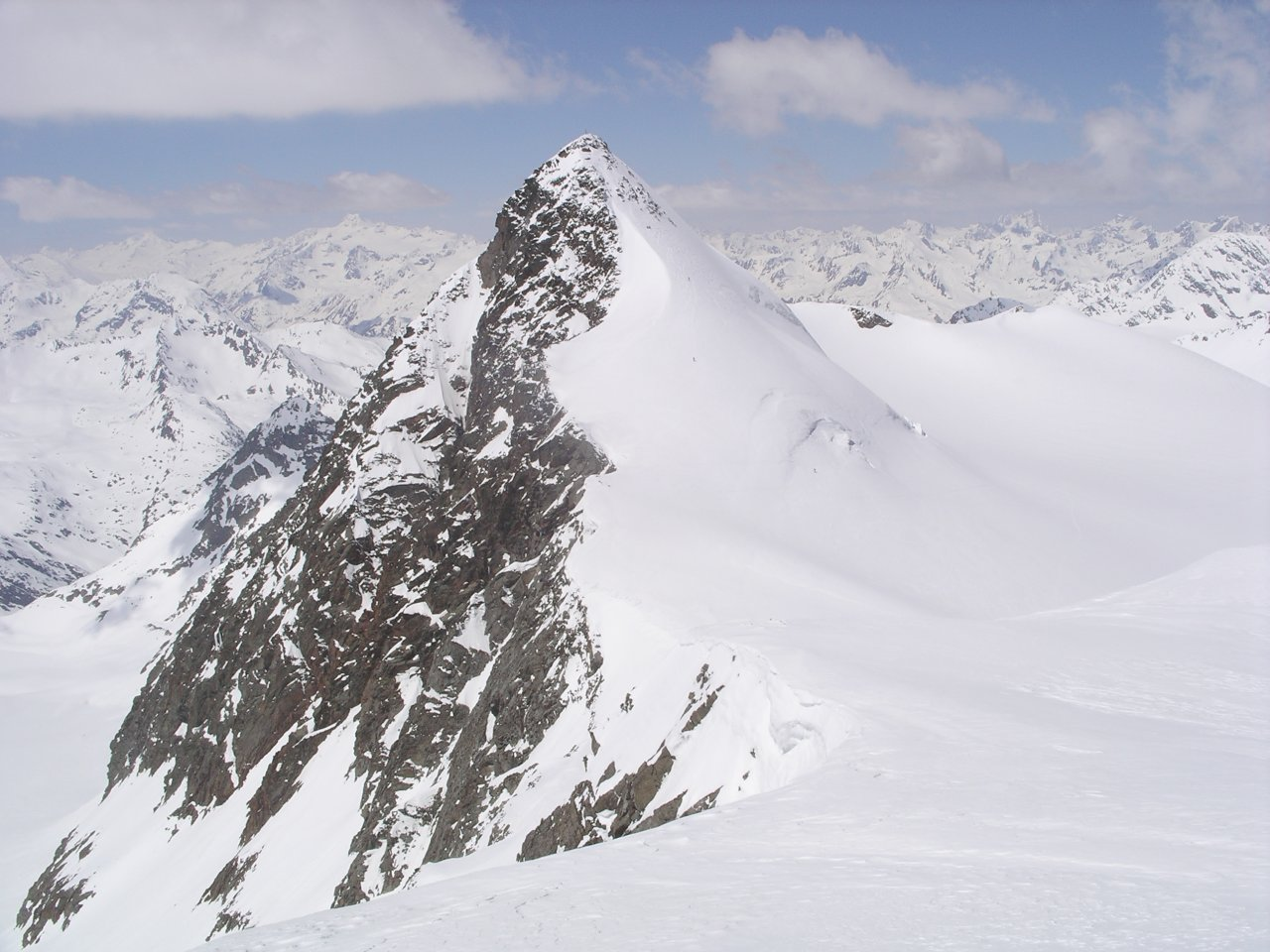
Das Zuckerhütl, Mitte Mai 2004 vom Wilden Pfaff aus gesehen

Der Gipfel ist rundum von Gletschern umgeben. Von Osten erscheint das Zuckerhütl als kühnes Firnhorn mit Zuckerhut-Charakter, von Westen felsig, roh und abweisend. Die von Eis und Firn bedeckte Nordseite apert durch den Gletscherschwund zusehends aus. Nördlich befindet sich der weitläufige Sulzenauferner, der sich weit die Nordwand heraufzieht. Östlich und südlich liegt der Triebenkarlasferner. Jenseits des Pfaffensattels liegt östlich der mächtige Wilde Pfaff. Westlich verläuft der ausgesetzte Felsgrat über die Pfaffenschneide. Südöstlich jenseits des Gletschers befindet sich die Sonklarspitze.

## Geschichte
Das Zuckerhütl wurde benannt nach seiner bereits vom Eingang des Stubaitales aus sichtbaren anmutigen Form.
Lange Zeit, bevor es reguläre Vermessungen gab, hatte man den Habicht (3277 m) aufgrund seiner exponierten Lage für den höchsten Berg in den Stubaier Alpen gehalten.
Vom ersten Gipfelkreuz am Zuckerhütl (errichtet 1947) handelt der Film Gipfelkreuz aus dem Jahr 1948. Der Film umfasst neben der Entstehungsgeschichte auch spektakuläre Bilder während eines Unwetters im Eisbruch des Sulzenauferners. 2001 kippte das Kreuz um und lag so lange beschädigt am Boden, bis in einem Leserbrief einer Zeitung auf diesen Zustand aufmerksam gemacht wurde. Die Bergführer in Neustift übernahmen daraufhin die Initiative und errichteten im Folgejahr ein neues Gipfelkreuz mit Hilfe eines Helikopters.

## Besteigung

### Klassische Routen
Der Normalweg führt vom vergletscherten Pfaffensattel (3344 m) über den Ostgrat auf den Gipfel in kombiniertem Gelände – unten Gletscher, der obere Abschnitt verläuft im Sommer eis- und schneefrei im Fels (teils brüchig, Steinschlaggefahr. Schwierigkeitsgrad I). Der Pfaffensattel kann von der Sulzenauhütte, der Dresdner Hütte oder der Hildesheimer Hütte über den Sulzenauferner erreicht werden (Spaltengefahr, Gletscherausrüstung und -erfahrung erforderlich). Eine Variante im Schwierigkeitsgrad II führt vom Ostgrat in die Südflanke. Weitere, seltener begangene Anstiege verlaufen durch die Südwand (IV), über die Pfaffenschneide und durch die 60° steile vereiste Nordwand.
Im Winter kann der Berg per Skitour erreicht werden über den Sulzenauferner – neben den Aufstiegen von den Hütten besteht die Möglichkeit die Tour durch die Liftanlagen des Skigebiets Stubaier Gletscher zu verkürzen.

### Aktuelle Situation
Von einer Besteigung des Zuckerhütls im Sommer wird wegen der akuten Gefahr von Steinschlag abgeraten und die örtlichen Bergführer bieten Touren dorthin nur noch im Winter an. Alternativ werden für den Sommer Touren auf die westlich benachbarte und nur wenig niedrigere Pfaffenschneide empfohlen und geführt, wobei für diese die Bezeichnung Zuckerhütl-Westgipfel verwendet wird.